# 詹姆斯·弗拉纳根
詹姆斯·弗拉纳根（英語：James Flanagan，1878年8月3日—1937年3月28日），美国男子赛艇运动员。他曾代表美国参加1904年夏季奥林匹克运动会赛艇比赛，获得男子八人单桨有舵手金牌。